# Elbblockade
Die Elbblockade war eine Seeblockade der Elbe- und der Wesermündung durch die britische Regierung vor Beginn des Dritten Koalitionskriegs.

## Zeitraum
Einige Quellen berichten von einer durchgehenden Blockade in den Jahren 1803 bis 1806, tatsächlich gab es eine Unterbrechung von fünf Monaten. Die erste Blockade dauerte von Juli 1803 bis Oktober 1805, die zweite von April bis Oktober 1806.

## Geschichte
Am 18. Mai 1803 ging die britische Regierung über den Frieden von Amiens hinweg, der im März 1802 den Zweiten Koalitionskrieg mit Frankreich abgeschlossen hatte, und erklärte den Franzosen den Krieg. Um die französische Wirtschaft zu schwächen, begann zwei Monate später die Elbblockade.
Nach der Beschlagnahmung von 3000 Tonnen Kohle blieb die Einfuhr von britischem Korn und Kohle von der Blockade ausgenommen.

## Auswirkungen
Die Elbblockade gegen den auch für Dänemark wichtigen Hafen Hamburg traf den Handel und damit die nach Großbritannien exportierende Landwirtschaft und Seefahrer im damals dänischen Schleswig-Holstein. Von der Sperre des Hamburger Hafens profitierten kurzfristig der Hafen in Lübeck sowie die Stadt Tönning, deren Hafen das Tor Hamburgs zum Seehandel wurde und sogar von Schiffen aus Südamerika angelaufen wurde. In Tönning verdreifachte sich in kürzester Zeit die Einwohnerzahl.
Nach der Elbblockade verfügte Napoleon am 21. November 1806 in Berlin die Wirtschaftsblockade über die britischen Inseln, die bis 1814 in Kraft blieb. Die Kontinentalsperre sollte Großbritannien mit den Mitteln des Wirtschaftskriegs in die Knie zwingen.